# Die Regeln des Spiels
Die Regeln des Spiels ist ein US-amerikanisches Filmdrama aus dem Jahr 2002. Die Literaturverfilmung basiert auf dem 1987 erschienenen Roman Einfach unwiderstehlich von Bret Easton Ellis.

## Handlung
Sex, Drugs and Rock ’n’ Roll bestimmen das Leben der Kids am renommierten Camden College in New England. Lauren, Sean und Paul studieren an diesem College, an dem ausschweifende Partys („Feuchter Mittwoch“, „Zieh-dich-so-an-dass-du-gevögelt-wirst-Party“) den Alltag bestimmen.
Der Drogendealer am Campus, Sean, erhält regelmäßig Liebesbriefe von einer anonymen Verehrerin, hinter der er nach einer zufälligen Begegnung Lauren vermutet. Lauren jedoch ist in Victor verliebt, der sich auf einer Europareise befindet. Der homosexuelle Paul verliebt sich wiederum in Sean, obwohl der hetero ist und Paul nicht mal zu bemerken scheint. Schließlich hat Sean nach einer Party Sex mit Laurens Mitbewohnerin Lara, woraufhin er einen letzten Liebes- als Abschiedsbrief erhält. Die Briefe bekam er jedoch nicht von Lauren, wie vermutet, sondern von einem unbekannten Mädchen, das sich aus Liebeskummer in der Badewanne die Pulsadern aufschneidet. Nachdem Sean mit Lara geschlafen hat, will Lauren nichts mehr von ihm wissen, und Victor erinnert sich nicht mal an Lauren, als er von seiner Europareise zurückkehrt. Paul wird von Sean nicht beachtet.
Der Film endet mit der Party, mit der die Handlung des Filmes begann, diesmal jedoch mit einer abgeänderten Handlung. Sean hat diesmal keinen One-Night-Stand, sondern fährt mit seinem Motorrad in die Dunkelheit; der Film endet abrupt an einer Straßenkreuzung, mitten in einem Monolog Seans.

## Kritik
„Drei Studenten an einer amerikanischen Universität taumeln von einer Party zur nächsten. Am Ende diverser Sex- und Drogen-Exzesse müssen sie feststellen, dass sie ihr eigenes Gefühlsleben achtlos demoliert haben. Präzises Jugenddrama, das jenseits jeder moralischen Entrüstung die Folgen eines Lebensstils skizziert, der keine Werte außer dem eigenen Vergnügen anerkennt.“

„Was nach einer interessanten Bestandsaufnahme der jugendlichen Wohlstandsgesellschaft klingt, entpuppt sich trotz seiner ungewöhnlichen Erzählstruktur (der Film läuft rückwärts, um an bestimmten Stellen einen weiteren Handlungsstrang hinzuzufügen) als müder Zock. Roger Avary – Koautor von Quentin Tarantinos ,Pulp Fiction‘ und Regisseur von ,Killing Zoe‘ - hat angeblich zehn Jahre an dieser Adaption von Bret Easton Ellis’ (,American Psycho‘) 1987 veröffentlichten Roman gearbeitet. Doch trotz der handwerklich guten Umsetzung fehlt es dem Stoff an Tempo und Zynismus.“

## Auszeichnungen
- GLAAD Media Awards (Nominierung)

## Hintergrund
- Sean Bateman – dargestellt von James Van Der Beek – ist der jüngere Bruder von Patrick Bateman, welcher die Hauptfigur in Ellis’ Roman American Psycho ist. American Psycho wurde noch vor Die Regeln des Spiels mit Christian Bale in der Hauptrolle verfilmt. In Die Regeln des Spiels wird Patrick Bateman zwar erwähnt, tritt aber nicht in Erscheinung. Christian Bale hatte ein entsprechendes Angebot abgelehnt, und zuvor gedrehte Szenen mit Casper van Dien als Patrick Bateman wurden wieder aus dem Film herausgeschnitten.
- Gegenüber dem Buch gibt es Änderungen im Film, wo beispielsweise Lauren nicht von Sean geschwängert wird und Sean oftmals noch stärker unter Drogeneinfluss steht als im Film.
- Die Credits des Filmes laufen, so wie einige Szenen am Anfang des Filmes, rückwärts ab.
- Mehrere Anspielungen auf Killing Zoe, den ersten Film Rogar Avarys, und Glamorama von Bret Easton Ellis finden sich im Film.
- Der Großteil der im Film verwendeten Songs wird in englischer Sprache gesungen, abgesehen von Sei dein eigener Held vom deutschen Rapper Der Wolf.
- Der Film hatte ein Budget von vier Millionen US-Dollar und spielte insgesamt fast 12 Millionen US-Dollar ein.[4]